# Teopantecuanitlán

Teopantecuanitlan na tle innych ośrodków okresu preklasycznego

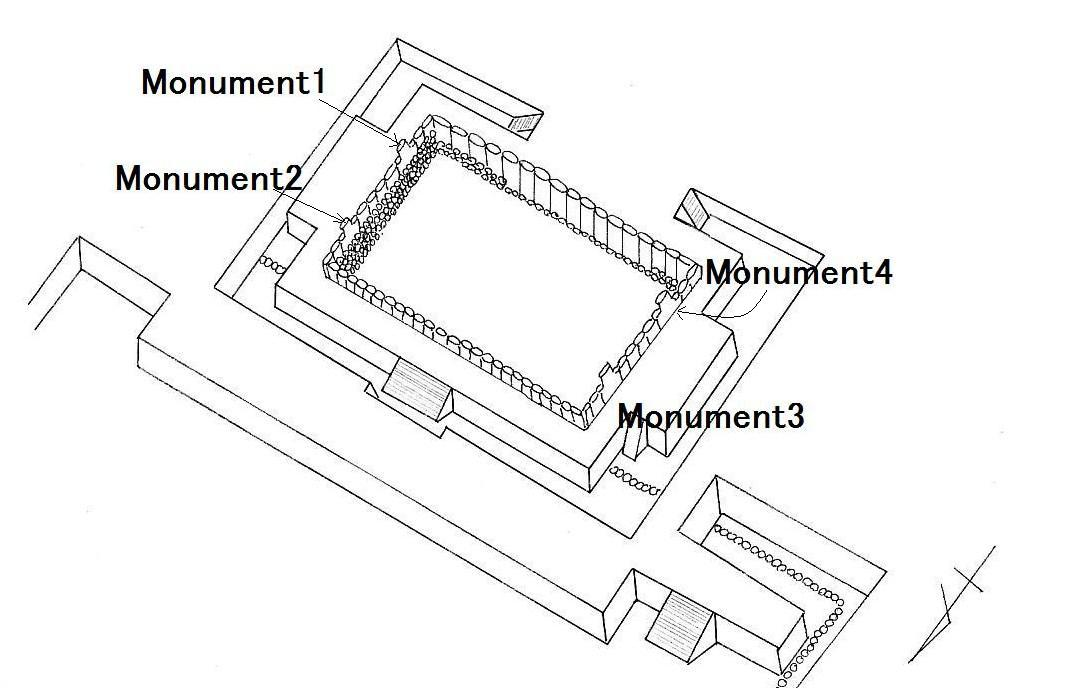
Patio El Recinto

Odrys jednego z kamiennych bloków z dziedzińca

Teopantecuanitlán – stanowisko archeologiczne położone w stanie Guerrero na zachodzie Meksyku. Jeden z ośrodków kultury olmeckiej.
Stanowisko, położone u zbiegu rzek Amacuzac i Balsas, około 160 kilometrów na południe od miasta Cuernavaca, zostało odkryte dla nauki na początku lat 80. XX wieku, kiedy to dotarły informacje o szabrujących je rabusiach. Prace archeologiczne przeprowadziła Guadalupe Martínez Donjuán we współpracy z Christine Niederberger i Rosą Reyną Robles. Teopantecuanitlán było dużym ośrodkiem administracyjno-religijnym, funkcjonującym w okresie między 1400 a 600 rokiem p.n.e., zajmującym obszar 90 km². Na jego terenie znajdowały dwa boiska do gry w ullamaliztli, kamienna piramida oraz doprowadzający wodę akwedukt. Na centralnym dziedzińcu, lekko zagłębionym w ziemi i skanalizowanym, znajdowały się cztery wielkie bloki kamienne w kształcie odwróconej litery T, wbudowane w jego wschodnią i zachodnią ścianę. Bloki te ozdobione zostały płaskorzeźbami przedstawiającymi wizerunki bóstw związanych z urodzajem.